# Список ролей Киры Найтли

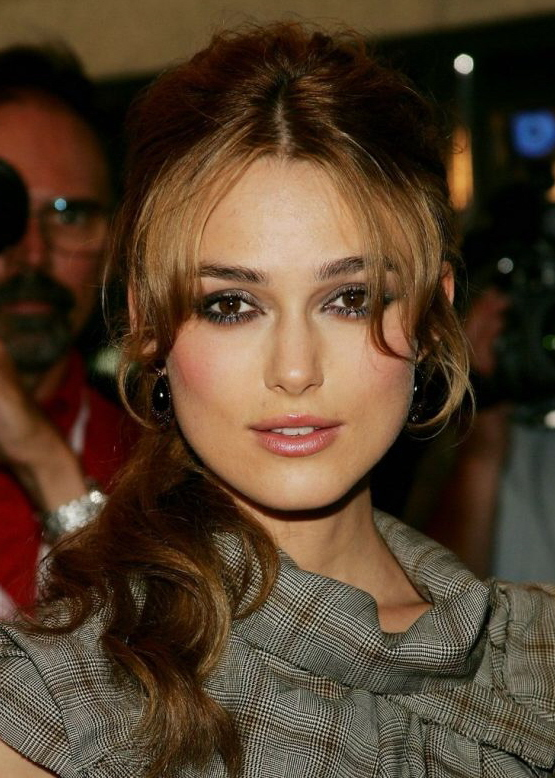
Кира Найтли на премьере картины «Гордость и предубеждение» на 30-м кинофестивале в Торонто в 2005 году

Это список ролей и работ английской актрисы Киры Найтли.

## Роли в кино
| Год  |     | Русское название                                        | Оригинальное название                                      | Роль                         |
| ---- | --- | ------------------------------------------------------- | ---------------------------------------------------------- | ---------------------------- |
| 1995 | ф   | Невинная ложь                                           | Innocent Lies                                              | юная Селия                   |
| 1999 | ф   | Звёздные войны. Эпизод I: Скрытая угроза                | Star Wars: Episode I — The Phantom Menace                  | Сабе, служанка-двойник Падме |
| 2001 | кор | Дефляция                                                | Deflation                                                  | девушка, бегающая трусцой    |
| 2001 | ф   | Яма                                                     | The Hole                                                   | Фрэнки Эмонд Смит            |
| 2002 | ф   | Играй как Бекхэм                                        | Bend It Like Beckham                                       | Джульетта Пэкстон            |
| 2002 | ф   | Гром в штанах                                           | Thunderpants                                               | студентка музыкальной школы  |
| 2002 | ф   | Непорочный                                              | Pure                                                       | Луиза                        |
| 2002 | кор | Канун Нового года                                       | New Year’s Eve                                             | Леа                          |
| 2002 | кор | Смена сезонов                                           | The Seasons Alter                                          | Хелена                       |
| 2003 | ф   | Пираты Карибского моря: Проклятие Чёрной жемчужины      | Pirates of the Caribbean: The Curse of the Black Pearl     | Элизабет Суонн               |
| 2003 | ф   | Реальная любовь                                         | Love Actually                                              | Джульетта                    |
| 2004 | ф   | Король Артур                                            | King Arthur                                                | Гвиневра                     |
| 2005 | ф   | Тайны заблудших душ                                     | Stories of Lost Souls                                      | Леа                          |
| 2005 | ф   | Пиджак                                                  | The Jacket                                                 | Джеки Прайс                  |
| 2005 | ф   | Гордость и предубеждение                                | Pride & Prejudice                                          | Элизабет Беннет              |
| 2005 | ф   | Домино                                                  | Domino                                                     | Домино Харви                 |
| 2006 | ф   | Пираты Карибского моря: Сундук мертвеца                 | Pirates of the Caribbean: Dead Man’s Chest                 | Элизабет Суонн               |
| 2007 | ф   | Пираты Карибского моря: На краю света                   | Pirates of the Caribbean: At World’s End                   | Элизабет Суонн               |
| 2007 | ф   | Шёлк                                                    | Silk                                                       | Элен Жонкур                  |
| 2007 | ф   | Искупление                                              | Atonement                                                  | Сесилия Таллис               |
| 2008 | ф   | Герцогиня                                               | The Duchess                                                | Джорджиана Кавендиш          |
| 2008 | ф   | Запретная любовь                                        | The Edge of Love                                           | Вера Филлипс                 |
| 2009 | кор | Долгая и грустная сага о братьях-самоубийцах            | The Continuing and Lamentable Saga of the Suicide Brothers | Фея                          |
| 2010 | ф   | Прошлой ночью в Нью-Йорке                               | Last Night                                                 | Джоанна Рид                  |
| 2010 | ф   | Телохранитель                                           | London Boulevard                                           | Шарлотта                     |
| 2010 | ф   | Не отпускай меня                                        | Never Let Me Go                                            | Рут                          |
| 2010 | кор | Стив                                                    | Steve                                                      | женщина                      |
| 2011 | ф   | Опасный метод                                           | A Dangerous Method                                         | Сабина Шпильрейн             |
| 2012 | ф   | Ищу друга на конец света                                | Seeking a Friend for the End of the World                  | Пенелопа «Пенни» Локхарт     |
| 2012 | ф   | Анна Каренина                                           | Anna Karenina                                              | Анна Каренина                |
| 2013 | кор | Однажды                                                 | Once Upon a Time...                                        | Габриэль Шанель              |
| 2013 | ф   | Хоть раз в жизни                                        | Begin Again                                                | Грета                        |
| 2014 | ф   | Джек Райан: Теория хаоса                                | Jack Ryan: Shadow Recruit                                  | Кэти Мюллер                  |
| 2014 | ф   | Детка                                                   | Laggies                                                    | Меган                        |
| 2014 | ф   | Игра в имитацию                                         | The Imitation Game                                         | Джоан Кларк                  |
| 2015 | ф   | Эверест                                                 | Everest                                                    | Джен Холл                    |
| 2016 | ф   | Призрачная красота                                      | Collateral Beauty                                          | Эйми Мур                     |
| 2017 | ф   | Пираты Карибского моря: Мертвецы не рассказывают сказки | Pirates of the Caribbean: Dead Men Tell No Tales           | Элизабет Суонн/Тёрнер        |
| 2018 | ф   | Колетт                                                  | Colette                                                    | Колетт                       |
| 2018 | ф   | Щелкунчик и четыре королевства                          | The Nutcracker and the Four Realms                         | Сахарная Слива               |
| 2019 | ф   | Опасные секреты                                         | Official Secrets                                           | Кэтрин Ган                   |
| 2019 | ф   | Берлин, я люблю тебя                                    | Berlin, I Love You                                         | Джейн                        |
| 2019 | ф   | Последствия                                             | The Aftermath                                              | Рэйчел Морган                |
| 2019 | ф   | Жадность                                                | Greed                                                      | играет саму себя             |
| 2020 | ф   | Мисс Плохое поведение                                   | Misbehaviour                                               | Салли Александер             |
| 2021 | ф   | Шарлотта                                                | Charlotte                                                  | озвучивание                  |
| 2021 | ф   | Тихая ночь                                              | Silent Night                                               | Нелл                         |
| 2023 | ф   | Бостонский душитель                                     | Boston Strangler                                           | Лоретта Маклафлин            |
| 2025 | ф   | Девушка из каюты № 10                                   | The Woman in Cabin 10                                      |                              |

## Роли на телевидении
| Год  |    | Русское название                 | Оригинальное название | Роль           |
| ---- | -- | -------------------------------- | --------------------- | -------------- |
| 1993 | с  | Один экран                       | Screen One            | Анджела        |
| 1995 | тф | Деревенский роман                | A Village Affair      | Наташа Джордан |
| 1995 | с  | Чисто английское убийство        | The Bill              | Шина Роуз      |
| 1996 | тф | Искатели сокровищ                | Treasure Seekers      | Принцесса      |
| 1998 | тф | Возвращение домой                | Coming Home           | юная Джудит    |
| 1999 | с  | Оливер Твист                     | Oliver Twist          | Роза Флеминг   |
| 2001 | тф | Дочь Робин Гуда: Принцесса воров | Princess of Thieves   | Гвин           |
| 2002 | тф | Доктор Живаго                    | Doctor Zhivago        | Лара Антипова  |
| 2011 | с  | Неверленд (мини-сериал)          | Neverland             | Фея Динь Динь  |
| 2024 | с  | Чёрные голуби                    | Black Doves           | Хелен          |

## Роли в театре
| Год       | Название     | Оригинальное название | Роль                 | Драматург      | Место проведения                     | Примечания |
| --------- | ------------ | --------------------- | -------------------- | -------------- | ------------------------------------ | ---------- |
| 2009-2010 | Мизантроп    | The Misanthrope       | Дженнифер (Селимена) | Мольер         | Театр Комедии, Лондон                | [ 2 ]      |
| 2011      | Детский час  | The Children’s Hour   | Карен Райт           | Лилиан Хеллман | Театр Комедии, Лондон                | [ 3 ]      |
| 2015      | Тереза Ракен | Thérèse Raquin        | Тереза Ракен         | Эмиль Золя     | Roundabout Theatre Company, Нью-Йорк | [ 4 ]      |

## Видеоигры
| Год  | Название               | Оригинальное название    | Роль       | Примечания |
| ---- | ---------------------- | ------------------------ | ---------- | ---------- |
| 2003 | Пираты Карибского моря | Pirates of the Caribbean | Рассказчик |            |

## Аудиокниги
- «Ты не знаешь, что такое война» (2022)[5]

## Музыкальные видео
| Год  | Название        | Артист                        | Роль                     | Режиссёр      |
| ---- | --------------- | ----------------------------- | ------------------------ | ------------- |
| 2017 | Let Her Love In | Shock Machine (Джеймс Райтон) | Девушка в розовом платье | Джеймс Райтон |

## Радио
| Год  | Название | Оригинальное название | Роль  | Примечания |
| ---- | -------- | --------------------- | ----- | ---------- |
| 1999 | Городок  | Villette              | Полли |            |

## Дискография

### Эпизодические появления
| Год  | Альбом                                | Композиция                                                                            |
| ---- | ------------------------------------- | ------------------------------------------------------------------------------------- |
| 2007 | Пираты Карибского Моря: На краю света | «Hoist the Colours»                                                                   |
| 2008 | Запретная любовь                      | «Overture / Blue Tahitian Moon» (совместно с Анджело Бадаламенти)                     |
| 2008 | Запретная любовь                      | «After the Bombing / Hang Out the Stars in Indiana» (совместно с Анджело Бадаламенти) |
| 2008 | Запретная любовь                      | «Drifting and Dreaming» (совместно с Анджело Бадаламенти)                             |
| 2008 | Запретная любовь                      | «Maybe It’s Because I Love You Too Much» (совместно с Анджело Бадаламенти)            |
| 2013 | Хоть раз в жизни                      | «Tell Me If You Wanna Go Home»                                                        |
| 2013 | Хоть раз в жизни                      | «Lost Stars»                                                                          |
| 2013 | Хоть раз в жизни                      | «Like a Fool»                                                                         |
| 2013 | Хоть раз в жизни                      | «Coming Up Roses»                                                                     |
| 2013 | Хоть раз в жизни                      | «A Step You Can’t Take Back»                                                          |
| 2013 | Хоть раз в жизни                      | «Tell Me If You Wanna Go Home (Roof Top Mix)» (совместно с Хейли Стейнфилд)           |